# Resistencia armada en Chile (1973-1990)
La resistencia armada en Chile fue un conflicto asimétrico que comenzó con el golpe de Estado de 1973, y terminó en 1990 con el inicio de la transición democrática. Los principales grupos, que en mayor o menor medida, promovieron formas de resistencia armada en la época eran el Movimiento de Izquierda Revolucionaria, el Movimiento Juvenil Lautaro y el Frente Patriótico Manuel Rodríguez.
Algunos eventos claves fueron, el intento de establecer una guerrilla en Neltume entre 1980-81, impulsado por el Movimiento de Izquierda Revolucionaria, la Internación de armas de Carrizal Bajo en 1986 y la fallida emboscada a Augusto Pinochet, Frente Patriótico Manuel Rodríguez el mismo año. Después del retorno a la democracia en 1990, la mayor parte de los grupos armados fueron desmovilizados.
El Movimiento Juvenil Lautaro (MJL), también conocido como MAPU Lautaro, nació a raíz de un facción escindida del partido político MAPU a mediados de 1982, dicha organización política efectuaría una serie de acciones armadas y de sabotaje urbanas contra los organismos de represión política de la dictadura, ya con el retorno de la democracia en 1990, el MAPU Lautaro no cesaría su actividad armada siendo finalmente desarticulada por las fuerzas policiales a mediados de los años 90. Mientras que por otra parte, el Partido Comunista de Chile llevaría a la práctica su política militar expresada en la formación del Frente Patriótico Manuel Rodríguez (FPMR), organización creada con el objetivo tácito de derrocar a la dictadura militar a través de numerosas acciones armadas, propagandísticas y de sabotaje en contra del régimen de Pinochet, algunas de las acciones más destacadas del grupo durante aquel periodo fue el atentado en contra del dictador en 1986, la internación de armas en Carrizal Bajo también en 1986, el secuestro del coronel del Ejército Carlos Carreño en 1987 y la toma de Los Queñes en el marco de la Guerra Patriótica Nacional impulsada por el FPMR.

## 1973: Golpe de Estado
Después del golpe, varias organizaciones de izquierda trataron de establecer grupos de resistencia contra la dictadura. Algunos de ellos, como el Grupo de Amigos Personales (GAP), que previamente habían servido como guardaespaldas del presidente Salvador Allende. La principal organización política que promovía formas armadas de resistencia, el Movimiento de Izquierda Revolucionaria (MIR), sufrió fuertes golpes represivos en forma inmediata al golpe de Estado. Andrés Pascal Allende, sobrino del presidente Allende, fue el líder del MIR a partir de 1974 hasta 1976, luego del asesinato de Miguel Enríquez, su primer Secretario General. Sin embargo, en los tres primeros meses de la dictadura militar, se registraron al menos 162 muertes de militares. Se informó que un total de 756 militares y carabineros han muerto o han sido heridos en enfrentamientos con supuestos militantes de izquierda en la década de 1970. Entre los asesinados y desaparecidos durante el régimen militar fueron al menos 663 militantes del MIR. El exsecretario General del MIR, Andrés Pascal Allende, ha señalado que entre 1500-2000 militantes, murieron o desaparecieron.
Menos de 60 personas murieron como resultado directo de los combates del 11 de septiembre, aunque el MIR y el GAP continuaron la lucha al día siguiente. En total, 46 de la guardia de Allende fueron asesinados, algunos de ellos en combate con los soldados que tomaron la Moneda. otros como resultado del uso de los Hawker Hunter, para bombardear el palacio de gobierno por parte de la Fuerza Aérea de Chile. En el aspecto militar, hubo 34 muertes: dos sargentos del ejército, tres cabos del ejército, cuatro soldados del ejército, 2 tenientes de la marina, 1 marino, 4 cadetes navales, 3 reclutas de la Armada y 15 carabineros. La mayor parte de los carabineros murieron después de que dos autobuses llenos de policías fueron supuestamente atacados en la zona sur de la capital, aunque no existe ningún registro objetivo de que ese hecho haya ocurrido realmente como se acostumbra relatar. A mediados de septiembre, la junta militar chilena afirmó que sus tropas sufrieron otros 16 muertos y 100 heridos por arma de fuego en operaciones de barrido contra partidarios de Allende, Augusto Pinochet advirtió «lamentablemente todavía hay algunos grupos armados que insisten en atacar, lo que significa que en normas militares de tiempo de guerra se aplican a ellos».
El 23 de octubre de 1973, el cabo del Ejército Benjamín Alfredo Jaramillo Ruz de 23 años de edad, se convirtió en la primera víctima fatal de las operaciones de contrainsurgencia, en la zona montañosa de Alquihue en Valdivia, tras ser disparado por un francotirador. El Ejército de Chile sufrió 12 muertos en varios enfrentamientos con militantes del MIR y combatientes del GAP en octubre de 1973. El 18 de noviembre de 1974, guerrilleros abrieron fuego contra un vehículo del ejército, matando al cabo Francisco Cifuentes Espinoza. El 17 de noviembre, guerrilleros del MIR disparan y matan al sargento del ejército Waldo Morales Neal y al soldado raso Clemente Santibáñez Vargas. El 7 de noviembre de 1973, guerrilleros abrieron fuego contra un camión del ejército en la zona residencial de La Florida en Santiago, matando al soldado Agustín Correa Contreras. El 13 de noviembre, guerrilleros del MIR mataron a cabo del ejército Juan Castro Vega. El 27 de noviembre, guerrilleros del MIR matan a cabo del ejército Ramón Madariaga Valdebenito. El 3 de diciembre de 1973, las guerrillas del MIR matan a dos cabos del ejército, Rodolfo Peña Tapia y Luis Collao Salas y al soldado, Julio Barahona Aranda. El 13 de diciembre de 1973, guerrilleros abrieron fuego y mataron a dos sargentos del ejército, Sergio Cañón Lermanda y Pedro Osorio Guerrero. El 15 de diciembre de 1973, guerrilleros disparan y matan coporal ejército Roberto Barra Martínez, en el barrio de La Reina en Santiago. El 26 de diciembre de 1973, guerrilleros abrieron fuego contra un jeep del ejército, matando al soldado José Luis Huerta Abarca. A finales del año, la policía chilena afirmarían haber descubierto un enorme arsenal de armas, que incluía 5000 HK-33 subametralladoras y numeración correspondiente munición en los millones y grandes cantidades de 20 mm proyectiles de armas antitanque.

## 1974-1979: DINA, CNI y represión política al MIR
El 19 de febrero de 1975, cuatro comandantes del MIR capturados, aparecieron en la Televisión Nacional para instar a sus guerrilleros a deponer las armas. Según ellos, la dirección del MIR estaba en ruinas: de los 52 comandantes del MIR, nueve habían sido asesinados, 24 eran prisioneros, diez estaban en el exilio y uno había sido expulsado del grupo. El 18 de noviembre de 1975, guerrilleros del MIR mataron a un joven recluta de 19 años de edad, el soldado Hernán Patricio Salinas Calderón. El 24 de febrero de 1976, guerrilleros del MIR en un tiroteo con la DINA, dispararon y mataron al sargento de carabineros Tulio Pereira. La policía secreta chilena en esta ocasión fueron recibidos con una lluvia de disparos de armas automáticas, matando a un carabinero y una niña. El 28 de abril de 1976, las guerrillas del MIR dispararon y mataron al carabineros, Bernardo Arturo Cerda Alcayaga mientras caminaba hacia su casa en el barrio de Santiago de Pudahuel. El 16 de octubre de 1977, guerrilleros del MIR explotaron diez bombas en Santiago. En 1978 el MIR trató de restablecer su presencia en Chile y lanzó la "Operación Retorno", que implicó la entrada clandestina, el reclutamiento, bombardeos y asaltos a bancos en Santiago que sacudió brevemente la dictadura militar. En febrero de 1979 guerrilleros del MIR bombardearon el Instituto Cultural Estados Unidos-Chile, en Santiago, causando daños considerables. En 1979, unos 40 atentados fueron atribuidos a la guerrilla del MIR.

## 1980-1989: Ocaso del MIR y auge del FPMR

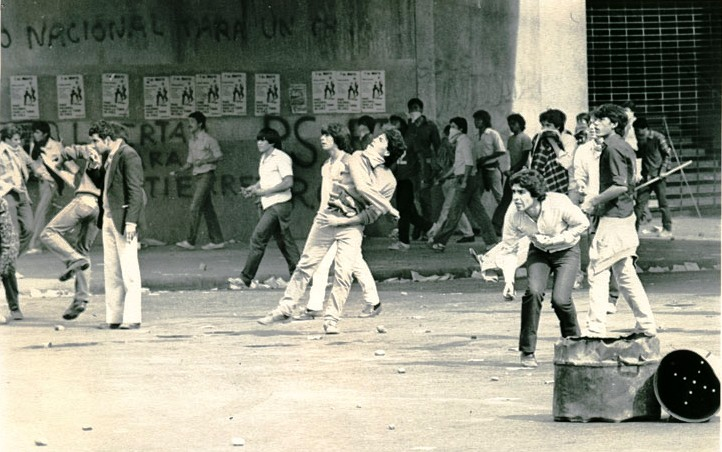
Manifestación violenta por jóvenes contrarios a la dictadura, luego de una manifestación organizada por el Comando Nacional de Trabajadores. 1 de mayo de 1984.

Los años '80 en Chile significaron un alza importante en lo que a violencia política se refiere, en especial el periodo de 1983 hasta 1986. El accionar de los grupos de guerrilla urbana y la fuerza excesiva que usaba Carabineros, CNI y las Fuerzas Armadas mezclado con la masiva participación en las jornadas de protesta nacional provocaron un clima de agitación y violencia extrema.
El 15 de julio de 1980, tres guerrilleros vestidos con mono azul y cascos amarillos emboscaron el auto del teniente coronel Roger Vergara Campos, director de la Escuela de Inteligencia del Ejército de Chile, a quien mataron e hirieron a su chófer en ataque armado, esto en un barrio residencial en Santiago de Chile.  Este atentado fue el detonante para la creación del grupo parapolicial Comando de Vengadores de Mártires. El 30 de diciembre de 1980, las guerrillas del MIR matan a dos cabos de carabineros, uno de 31 años de edad, Washington Godoy Palma y uno de 27 años de edad, Daniel Alberto Leiva González.
En un mensaje enviado a las agencias de la prensa Santiago en febrero de 1981 el MIR afirmó haber llevado a cabo de más cien ataques durante el año 1980, entre ellos el bombardeo de las torres de electricidad en Santiago y Valparaíso. El 11 de noviembre, que causó apagones generalizados y ataques con bombas en tres bancos de Santiago. El 30 de diciembre en el que un carabinero murió y tres personas fueron heridas. El 19 de septiembre de 1981, el soldado conscripto Víctor Manuel Silva Nahuelpan, que murió durante las operaciones de contrainsurgencia en la zona de Neltume. En noviembre de 1981, las guerrillas del MIR mataron a tres miembros de la PDI. En redadas llevadas a cabo de junio a noviembre de 1981, las fuerzas de seguridad destruyeron dos bases del MIR en las montañas de Neltume, tomando grandes depósitos de municiones y matando a varios guerrilleros. En represalia, el MIR llevó a cabo veintiséis ataques con bomba durante marzo y abril de 1983. El 30 de agosto de 1983, un comando mirista asesinó al intendente regional de Santiago Gral. Carol Urzúa y a sus dos escoltas en un auto.
Durante el transcurso de la Operación Retorno, el PCCh, con ayuda de los gobiernos cubano y soviético, empezaron a enviar militantes jóvenes a campos militares de estos respectivos países. Esto en el contexto de la nueva "Política de Rebelión de Masas", que aprobaba todas las formas de lucha contra la dictadura, dando luz verde a la creación de un aparato armado dentro del partido. Varios después serían enviados a países en guerra civil (como Nicaragua o El Salvador) para adaptarse al combate tanto urbano como rural. Para 1982, decenas de militantes llegarían a Chile de forma clandestina (entre ellos Raúl Pellegrin) y formarían momentáneamente lo que se conoció como "Frente Cero". Para 1983, este Frente Cero se pasaría a llamar Frente Patriótico Manuel Rodríguez y tendría como líder a una dirección compuesta por los excombatientes chilenos de Nicaragua y El Salvador. El grupo debutaría en diciembre de 1983, con la voladura de varias torres de alta tensión que causarían un apagón a nivel nacional.
La llegada de 1984 se tradujo en una escalada de acciones subversivas. Esto fue facilitado por el recién creado Frente Patriótico Manuel Rodríguez y células miristas, con atentados nunca antes vistos en la historia chilena, como el coche bomba y el secuestro:
el 29 de marzo, comandos del MIR atacaron la tenencia y una patrulla de Carabineros en Pudahuel. En la refriega muere el mirista Mauricio Maigret y 3 Carabineros resultan heridos. El 30 de marzo, una bomba explotó al paso de un bus de Fuerzas Especiales de Carabineros dejando saldo de 1 muerto y 12 heridos graves. 
El 13 de abril, el niño de 11 años Gonzalo Cruzat (hijo del millonario Manuel Cruzat) fue secuestrado por el FPMR y liberado días después previo rescate de 1.5 millones de dólares,  el 15 de abril el sargento de Ejército Carlos Meza fue muerto abatido a balazos al tratar de evitar la voladura de una torre de alta tensión, el 29 de abril en una emboscada a tiros en la ciudad de Osorno murió el teniente Alfonso Fort. 
El 6 de mayo, en el contexto de una protesta contra el régimen, un grupo de miristas (algunos armados) organizó a la población de una zona residencial de Pudahuel a saquear el supermercado "Baratísimo" de la misma comuna. Al mismo tiempo, patrullas de carabineros que rondaban por la zona se encuentran con la turba, terminando en un enfrentamiento a balazos en el que mueren el carabinero José Álvarez Mondaca y dos individuos que participaban en el saqueo.
El 5 de junio, un comando frentista se tomó la sede de la Radio Minería y procedió a emitir una proclama, el 20 de junio otro comando frentista intentó plantar una bomba en la sede del DINE, terminando con el guardia del recinto herido a bala (esto provocó una respuesta por parte de la CNI, secuestrando a 4 frentistas, torturándolos y finalmente ejecutándolos) y el 21 de junio, un comando frentista se toma un ferrocarril en la zona de Linares y terminan abatiendo al ferrocarrilero Juan Ávila Garay. 
El 12 de julio el carabinero Emilio Cretton fue muerto a balazos en una emboscada en la población Santa Olga en Santiago y el 27 de julio, el carabinero Julio Allende Ovalle fue emboscado y asesinado con fuego de ametralladora cuando despejaba la calle de barricadas en la comuna de Cerro Navia. 
En respuesta al alza de ataques armados, la CNI puso en marcha la operación Alfa Carbón los días 23 y 24 de agosto, asesinando a 9 miristas miembros de la dirección del MIR de las ciudades de Concepción, Valdivia y Los Ángeles y arrestando a 17 miembros del MIR (cabe destacar que los asesinados fueron muertos en circunstancias en las que no podían defenderse y una parte de los arrestados fueron torturados por la CNI). El 28 de agosto, comandos del FPMR asaltaron 4 armerías en pleno centro de Santiago. En la huida, 2 frentistas mueren baleados por la policía. 
El 16 de septiembre atentaron contra el intendente de la Sexta Región dejando un carabinero baleado. 
El 2 de noviembre una bomba de alto poder explotó al paso de un bus de Carabineros en la zona de Valparaíso, matando a 4 e hiriendo a 13 efectivos, el 4 de noviembre una comisaría de la comuna de La Cisterna fue atacada por un comando frentista con armas automáticas y granadas, matando a 2 Carabineros e hiriendo a 3 efectivos más y el 22 de noviembre, un infante de marina murió al ser baleado en Talcahuano. 
El 6 de diciembre, la tenencia Santa Adriana de Carabineros en la comuna de San Miguel fue atacada con armas automáticas y explosivos matando a un carabinero e hiriendo a otros 2, el 11 de diciembre una bomba explotó en la Bolsa de Comercio de Santiago, hiriendo a 20 personas y el 18 de diciembre, una bomba detona en la intendencia de la región de O'Higgins hiriendo a 12 personas. Por último el 19 de diciembre, el periodista director del diario La Nación, Sebastiano Bertonolone fue secuestrado 6 días por el FPMR y finalmente liberado en las cercanías de una iglesia. Ese mismo día, el FPMR detona una bomba en las cercanías de la Prefectura de Fuerzas Especiales de Carabineros en Santiago, hiriendo a 4 personas y dejando varios daños a sus alrededores.
El 7 de septiembre de 1986, el Frente Patriótico Manuel Rodríguez emprendió la Operación Siglo XX, que consistía en asesinar a Augusto Pinochet, el resultado fue de 5 muertos y 11 heridos.